# Caianello
Caianello è un comune italiano sparso di 1 834 abitanti della provincia di Caserta in Campania. La sede comunale è ubicata nella frazione Santa Lucia.

## Geografia fisica

### Territorio
Il territorio di Caianello si sviluppa in pianura, ad est del massiccio vulcanico di Roccamonfina.

## Storia
Caianello si presenta come un comune suddiviso in più frazioni. Il nome deriva da Caiano, a sua volta derivante da Cajanum (Caiano), piccolo borgo citato nei conti delle decime pagate dal 1308 al 1328. Da Caiano è sorta poi Caianello, la piccola Caiano. Di Caiano, l'abitato progenitore si sviluppò in epoca romana nelle vicinanze della via Latina ma probabilmente fu popolata anche in precedenza, come dimostra il rinvenimento in località Poza di tombe databili al IV-III secolo a.C.
Dopo essere stata per lungo tempo possedimento della famiglia Del Pezzo, nel 1806, anno dell'abolizione dei privilegi feudali nell’Italia meridionale, venne aggregata alla vicina Teano e nel 1859 divenne autonoma.
Caianello fu ripetutamente bombardata durante la seconda guerra mondiale a causa della vicina stazione ferroviaria. Il 28 ottobre 1943 vi entrarono gli americani.

### Simboli
Lo stemma è stato riconosciuto con decreto del capo del governo del 4 novembre 1930.
Il gonfalone è stato concesso con regio decreto del 20 giugno 1930.

## Monumenti e luoghi d'interesse

### Architetture religiose
- Chiesa di San Michele Arcangelo
- Chiesa Parrocchiale dei Santi Vincenzo e Anastasio con affreschi - Nella frazione Gaudisciano.
- Chiesa di Santo Stefano - Nella frazione Aorivola.
- Edicola votiva con affresco - nella frazione di Aorivola
- Chiesa di San Michele Magnano-Poza

## Società

### Evoluzione demografica
Abitanti censiti

### Etnie e minoranze straniere
Secondo i dati ISTAT al 31 dicembre 2015 la popolazione straniera residente era di 102 persone. Le nazionalità maggiormente rappresentate in base alla loro percentuale sul totale della popolazione residente erano:
- Romania 29 1,59%
- Albania 21 1,15%
- Bangladesh 21 1,15%

## Cultura

### Cinema
- Totò a colori

Il «ridente paesino» di Caianello, ovvero una versione immaginaria ed un po' caricaturale di quello realmente esistente, fa da sfondo, nel film Totò a colori, alle "avventure" del maestro Antonio Scannagatti, interpretato da Totò medesimo.
Totò-Scannagatti, musicista squattrinato e vanaglorioso, infatti qui vive, sulle spalle della sorella e del marito di lei, in attesa che venga finalmente riconosciuto il suo "genio artistico". Da questo incipit si dispiega una succosa antologia di sketch, tutti firmati da Michele Galdieri, tra cui quello celeberrimo del Vagone letto (con Mario Castellani nella parte della "vittima" Cosimo Trombetta).
Nel film si alternano la scrittura (e la dizione) italiana del luogo – Caianello – con quella distorta di Caianiello (Eco di Caianiello si chiama il fantomatico giornale locale, «Benvenuto a Caianiello» si legge sullo striscione che accoglie il rimpatriato gangster italo-americano Joe Pellecchia). Inaccuratezze derivanti dai ristrettissimi tempi di lavorazione del film (concentrati nei mesi di gennaio e febbraio 1952) e probabilmente dall'origine napoletana di Totò e dello sceneggiatore Galdieri, che una robusta vox populi vogliono artefici della citazione-omaggio per il piccolo centro dell'Alto Casertano.
Tuttavia, la Caianello reale non è stata coinvolta in alcun modo nelle riprese del film: i set che la "ritraevano" si svolsero a Capena, mentre la veduta panoramica di "stacco" è un'immagine di Vico Equense.

## Geografia antropica

### Frazioni
- Aorivola
- Caianello Vecchio
- Cittadella
- Gaudisciano
- Casinove
- Lombari
- Montano; località che, soprattutto negli ultimi decenni, è stata oggetto di una forte espansione demografica e commerciale (per effetto della sua posizione a ridosso dell'uscita dell’autostrada A1)
- Poza; posta ai piedi del vulcano spento di Roccamonfina, vera e propria oasi di pace immersa nel verde
- Santa Lucia; sede municipale

## Economia
Il tessuto economico di Caianello è basato essenzialmente sul commercio, sull'agricoltura e sull'artigianato.

### Prodotti tipici
- castagna
- funghi porcini
- mandarini
- Pesca
- Kiwi
- Mela Annurca Campana

- Mozzarella di Bufala
- Nocciole

## Infrastrutture e trasporti

### Strade
Il territorio comunale di Caianello è interessato dall'A1 Autostrada del Sole, con l'uscita di Caianello, e dalla strada statale 6 Via Casilina e 372 Telesina.

### Ferrovie
La stazione ferroviaria più vicina è quella di Vairano-Caianello, inaugurata nel 1861 con la denominazione Cajanello-Vairano (in seguito aggiornata in Caianello-Vairano). Posta sulla linea Cassino-Napoli, di progettazione borbonica, diventava nel 1886 anche punto di diramazione di quella per Venafro-Isernia. Il sito della stazione fu individuato in corrispondenza del cosiddetto Quadrivio di Cajanello, noto anche come Taverna di Cajanello o Taverna della Catena, già ricadente nei possedimenti della famiglia Del Pezzo e dunque parte del comune di Cajanello medesimo. Ciò per la posizione strategica che il Quadrivio già esprimeva da secoli: la Via Casilina infatti s'intersecava qui con un asse trasversale il cui versante nordest rappresentava il punto d'origine della strada Venafrana, mentre quello opposto sudovest l'imbocco per gli agglomerati sparsi di Cajanello e per Teano. Il tracciamento della ferrovia determinò arbitariamente lo spostamento lungo di essa del confine fra i comuni di Cajanello/Caianello e Vairano (poi modificato in Vairano Patenora), assegnando di conseguenza a quest'ultimo l'accatastamento del fabbricato della stazione e gran parte delle sue pertinenze. La presenza della stazione favorì inevitabilmente la formazione di un nuovo nucleo abitato che, trovandosi a tutti gli effetti all'interno del comune di Vairano Patenora, ricevette come toponimo ufficiale il nome di Vairano Scalo. Nel 1934 la direzione delle Ferrovie dello Stato decretò per l'impianto l'inversione dell'ordine dei comuni, e da allora il suo "titolo" è Vairano-Caianello; tuttavia la definizione impropria di Caianello Stazione, per il sito e la frazione sorta attorno ad essa, sarebbe rimasta molto diffusa e prevalente, preferita al toponimo ufficiale anche dai suoi stessi abitanti, almeno per i successivi trent'anni.
La stazione dista circa 2 chilometri dalla frazione Montano, e poco più di 4 da quella di Santa Lucia.

## Amministrazione
| Periodo        | Periodo        | Primo cittadino    | Partito            | Carica  | Note   |
| -------------- | -------------- | ------------------ | ------------------ | ------- | ------ |
| 23 aprile 1995 | 13 giugno 1999 | Alfonso Russo      | Lista civica       | Sindaco | [ 13 ] |
| 13 giugno 1999 | 13 giugno 2004 | Alfonso Russo      | Lista civica       | Sindaco | [ 13 ] |
| 13 giugno 2004 | 7 giugno 2009  | Lamberto Di Caprio | Lista civica       | Sindaco | [ 13 ] |
| 7 giugno 2009  | 25 maggio 2014 | Marino Feroce      | Lista civica       | Sindaco | [ 13 ] |
| 25 maggio 2014 | 26 maggio 2019 | Marino Feroce      | Crescere insieme   | Sindaco | [ 13 ] |
| 26 maggio 2019 | in carica      | Lamberto Di Caprio | Progetto Caianello | Sindaco | [ 13 ] |

La sede comunale è nella frazione di Santa Lucia.